# 藝術宮博物館

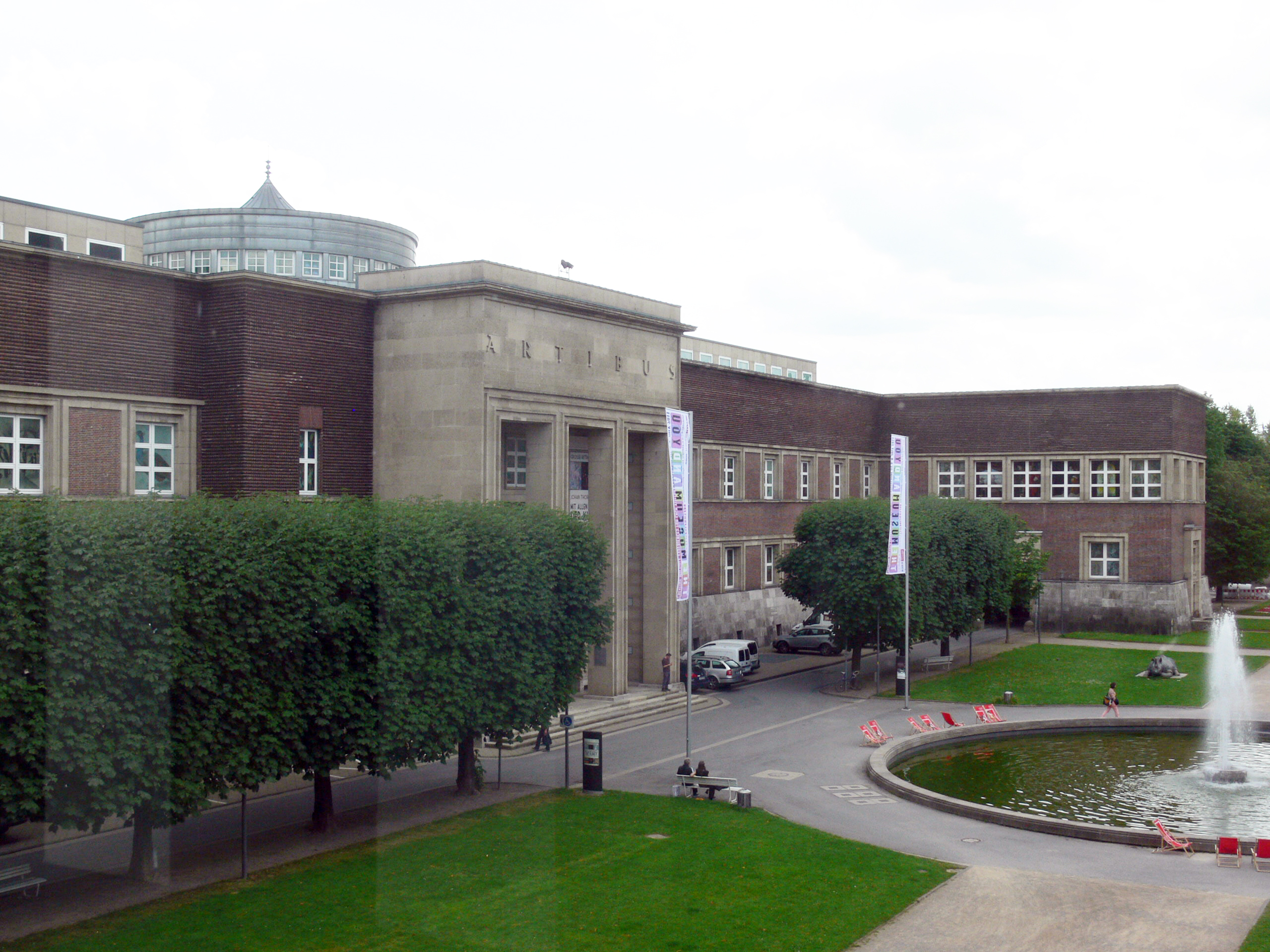

藝術宮博物館（德語：Museum Kunstpalast）是位於德國杜塞爾多夫的一座美術館，成立於1883年。博物館的建築則修建於1925年。博物館收藏自古典至現代，橫跨各年代的多種類型的藝術品。

## 外部連結
- 官方网站 （德文） （英文）
- ZERO foundation website （页面存档备份，存于）

51°14′04″N 6°46′24″E / 51.23444°N 6.77333°E